# Joseph von Eichendorff
Joseph Karl Benedikt svobodný pán von Eichendorff, německy Joseph Karl Benedikt Freiherr von Eichendorff, (10. března 1788 Lubovice u Ratiboře, Horní Slezsko – 26. listopadu 1857 Nisa) byl prozaik, básník, dramatik a překladatel německého romantismu pocházející ze šlechtického rodu Eichendorffů. Jeho lyrické dílo se dočkalo zhruba pěti tisíc zhudebnění a jako prozaik (Ze života darmošlapa) je dosud aktuální.

## Život
Joseph Karl Benedikt svobodný pán von Eichendorff se narodil 10. března 1788 na zámku Lubowitz (dnes polské Lubowice) u Ratiboře jako syn pruského důstojníka Adolfa Theodora Rudolfa (1756–1818) von Eichendorffa a jeho ženy Karolíny (1766–1822, rozená von Kloch). Jeho matka pocházela ze slezské šlechtické rodiny, díky níž zdědila zámek Lubowitz. Katolický šlechtický rod svobodných pánů z Eichendorffu je ve Slezsku přítomný od 17. století.
Joseph byl od roku 1793 do roku 1801 vyučován doma farářem Bernhardem Heinkem společně se svým o dva roky starším bratrem Wilhelmem. Roku 1808 na cestách po Evropě navštívil též v Řezně botanickou zahradu slavného paleobotanika hraběte Kašpara Šternberka (1761–1838), který tam tehdy byl kanovníkem se zájmem o přírodní vědy. Roku 1813 se nadchl ideami německé Osvobozenecké války, proti napoleonské okupaci tehdy psal podobně jako Theodor Körner a jiní. Později se baron Joseph von Eichendorff stal v Berlíně ministerským úředníkem a tajným radou poměrně konzervativních názorů.
Několik jeho textů vzniklo během pobytů na panském dvoře v Sedlnicích na Novojičínsku. Informace, že mu tento majetek po celý život patřil, je ovšem zavádějící. Zdědil jej roku 1849 od svého bratra Wilhelma.
V roce 1815 se ve Vratislavi oženil s Aloisií Larischovou (1792–1855), které věnoval několik svých básní.

## Fotogalerie

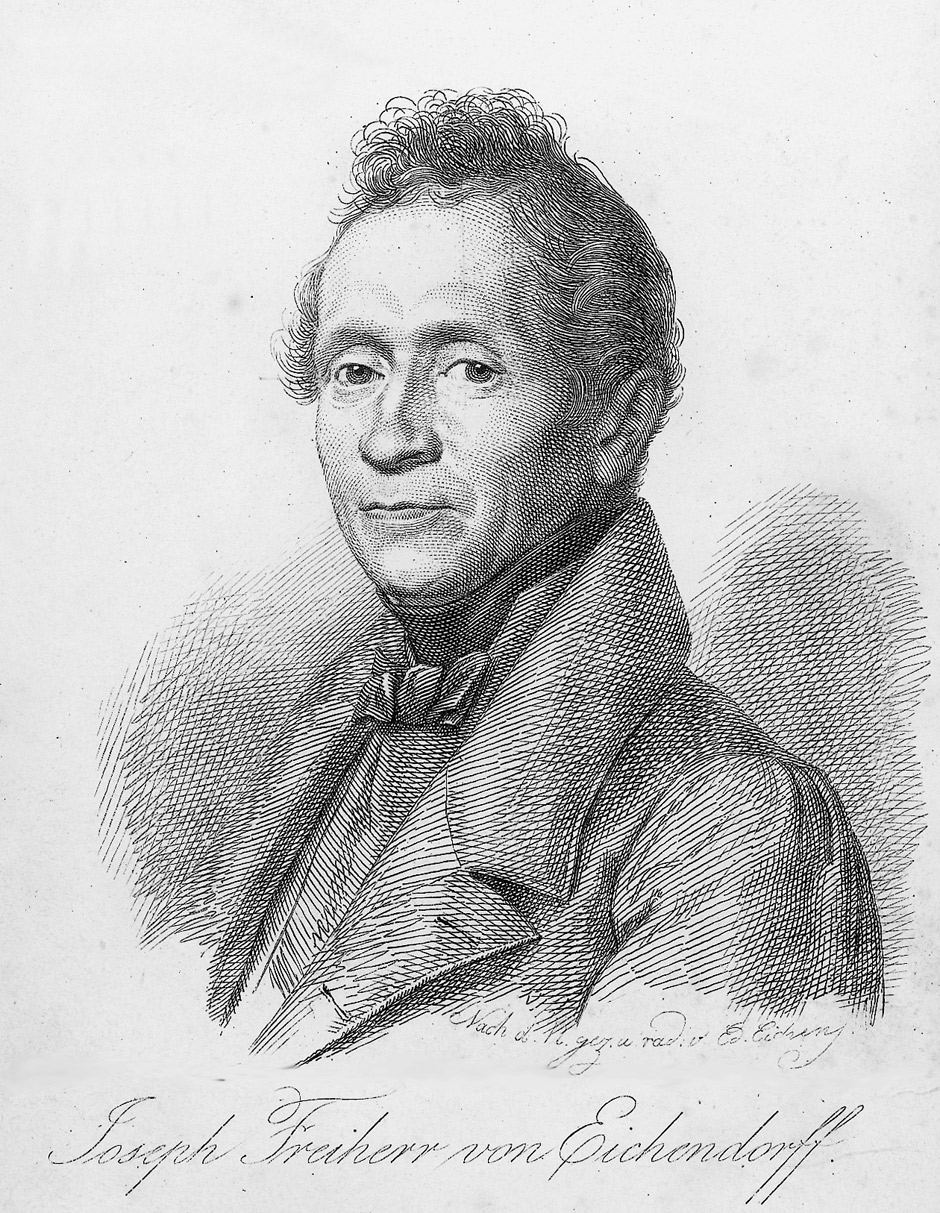
Joseph Freiherr von Eichendorff (1842)
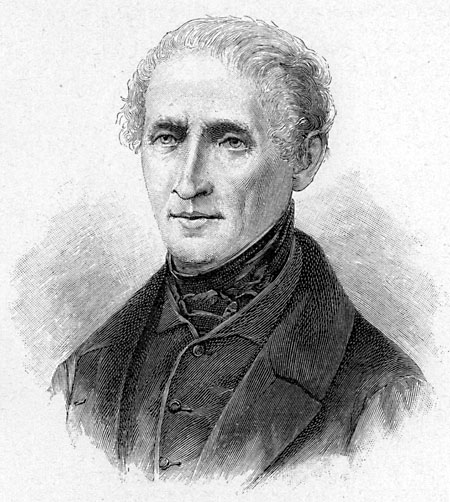
Joseph Freiherr von Eichendorff
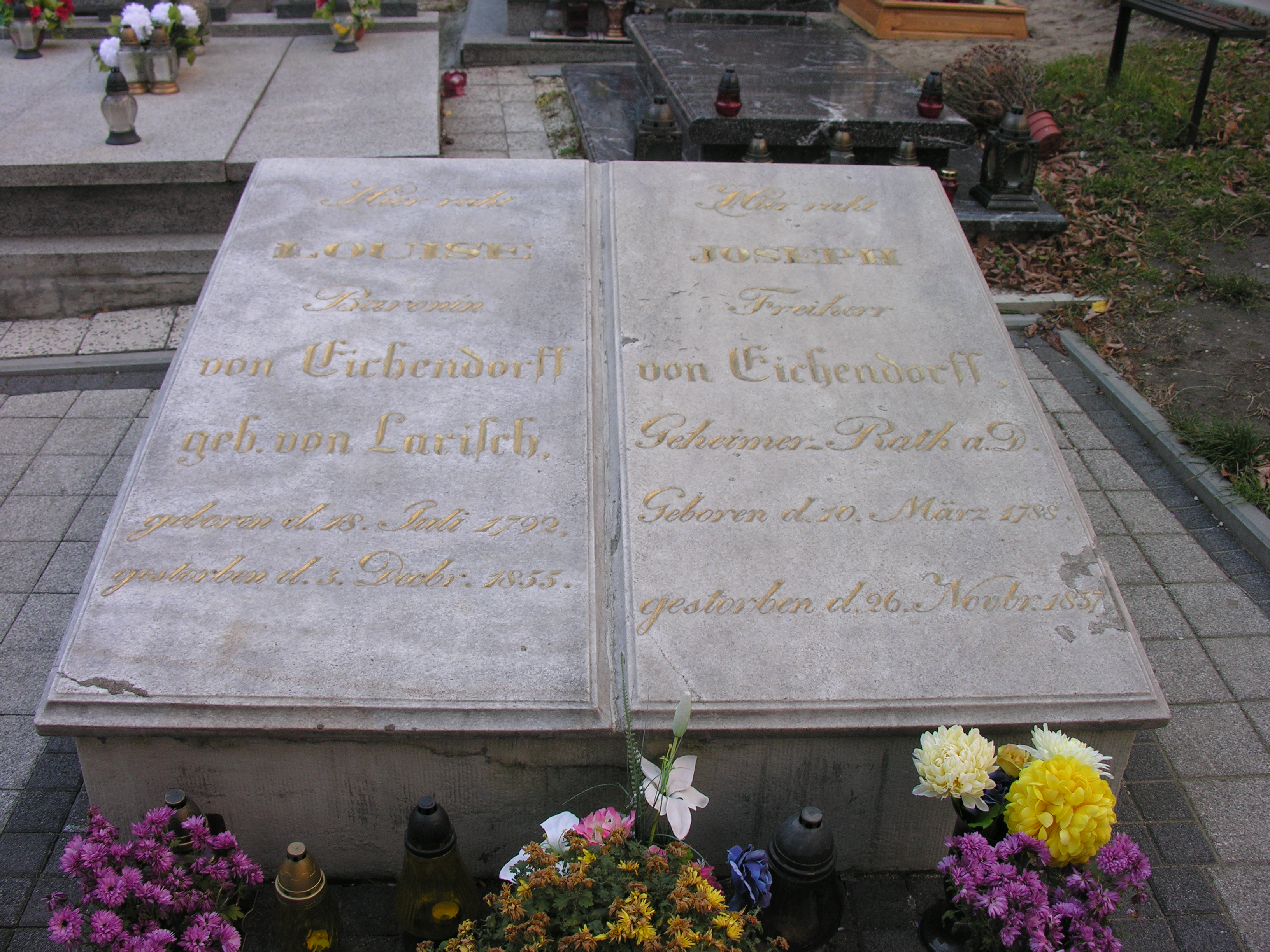
Hrob Josepha F. von Eichendorffa v Nise
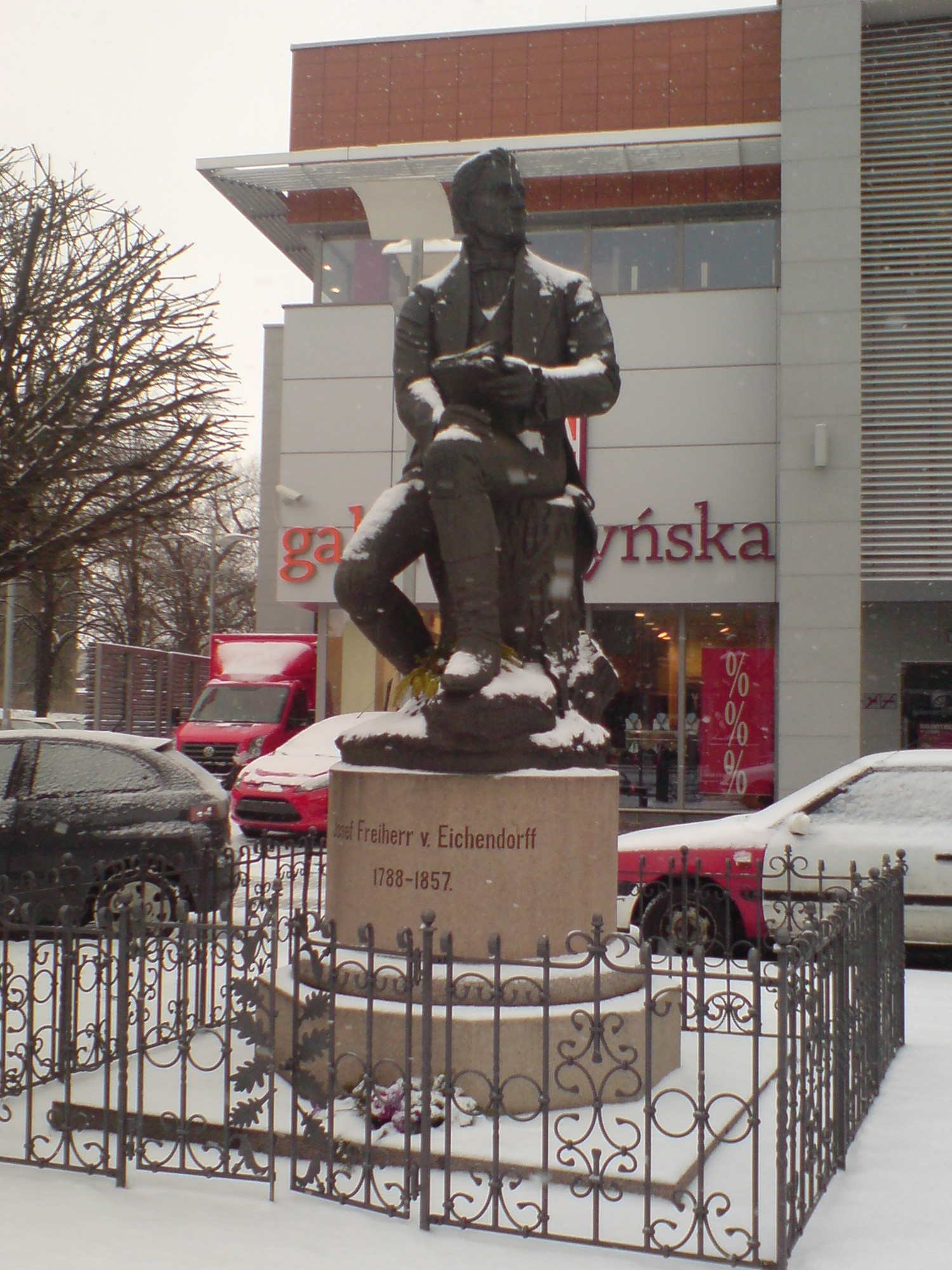
Jeho pomník v Ratiboři
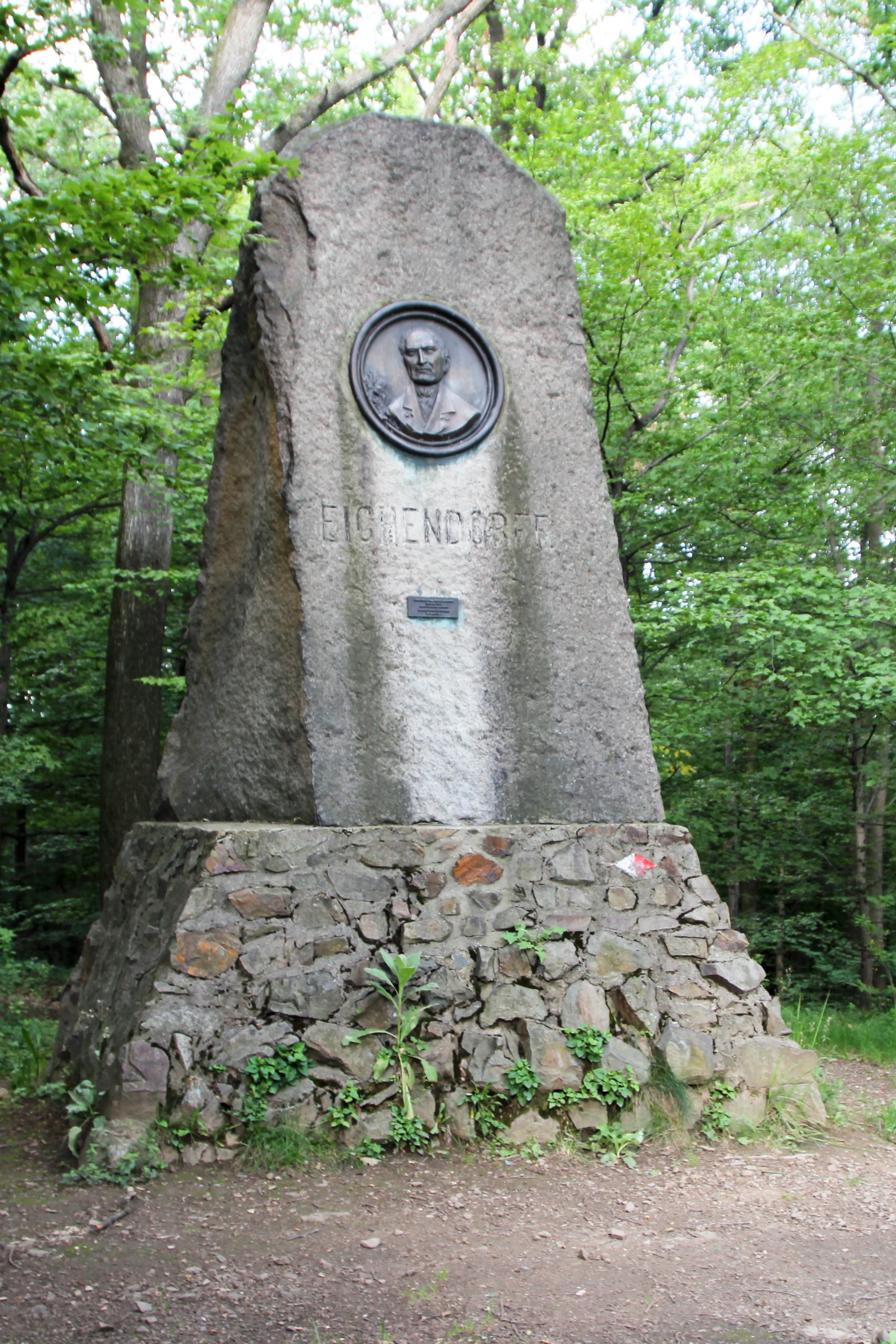
Jeho pomník v Prudníku

## Výběrová bibliografie

### Próza

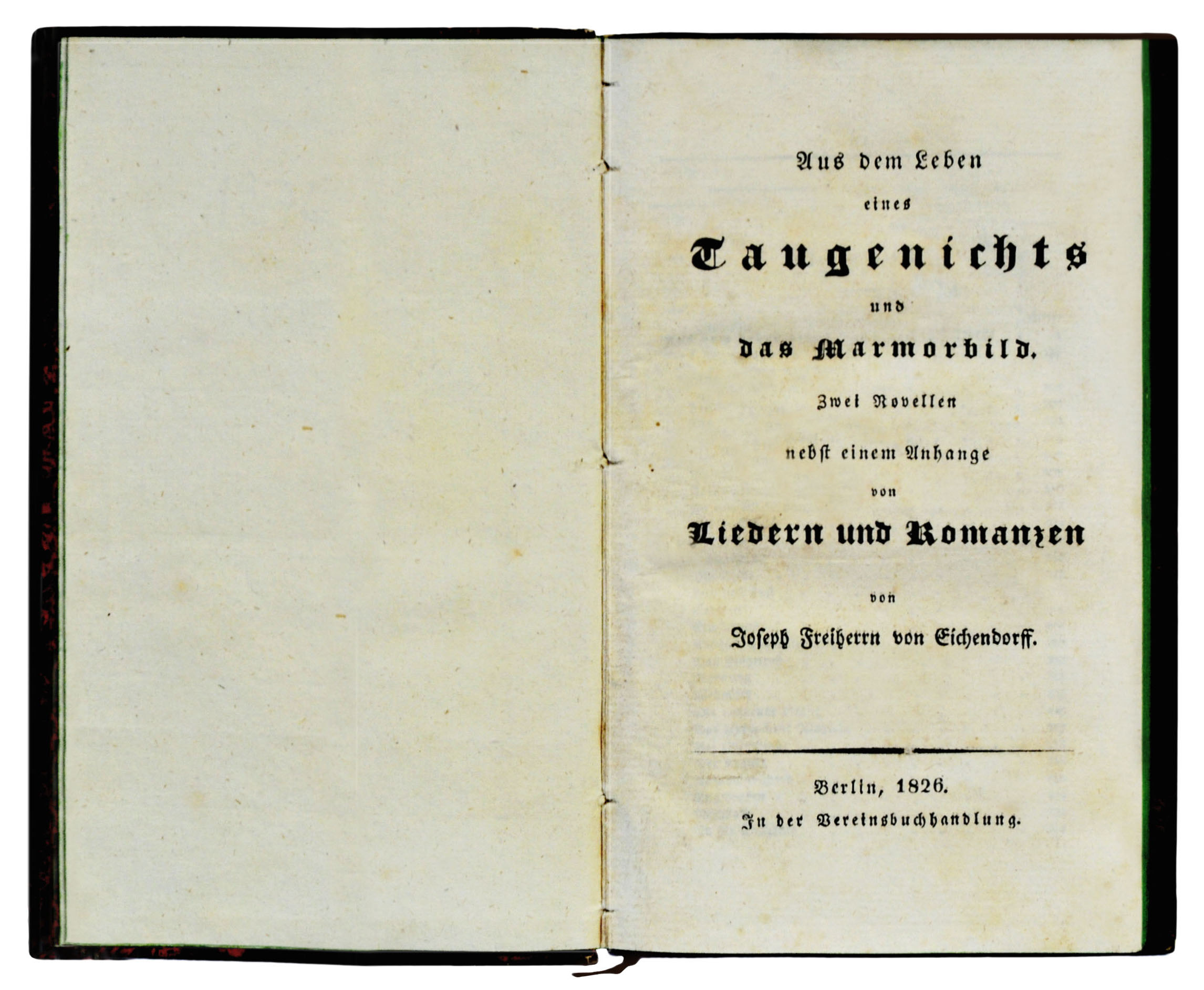
Ze života darmošlapa, vydání z roku 1826

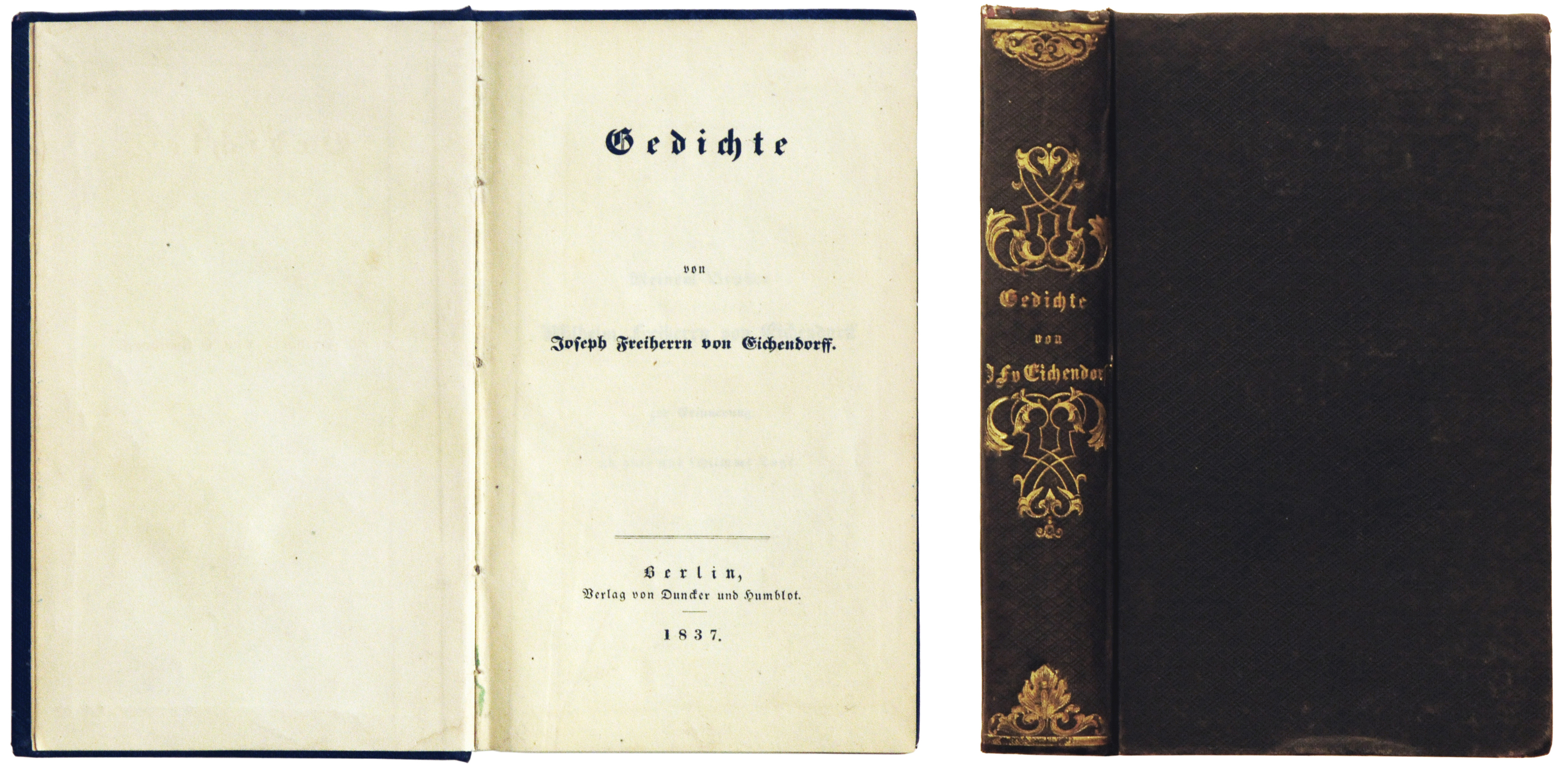
Vydání Eichendorffových básní z roku 1837

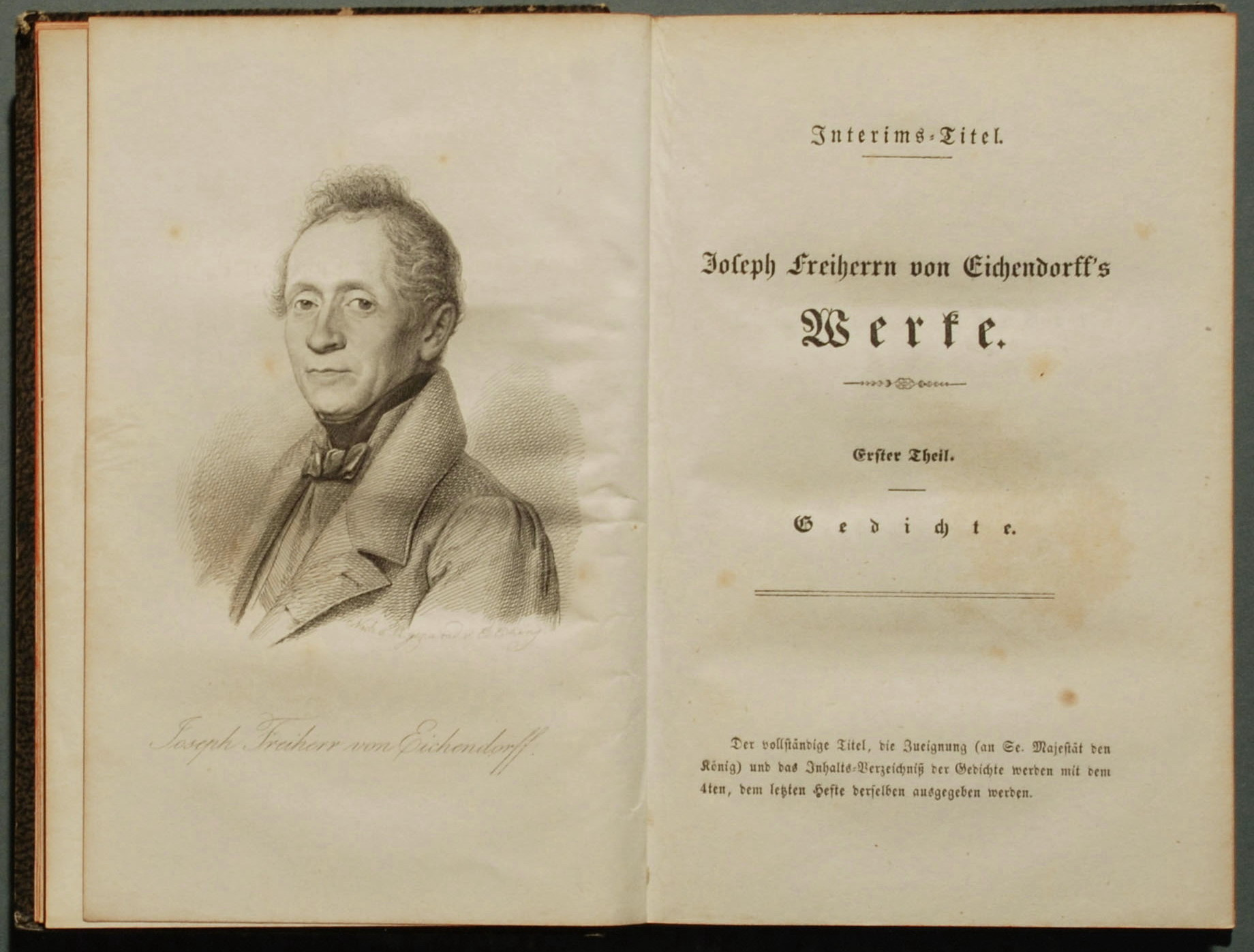
Třetí svazek Eichendorffova díla z roku 1841

- Die Zauberei im Herbste (1808, Šálení podzimu), pohádka inspirovaná středověkými pověstmi o Venušině hoře a rytíři Tannhäuserovi.
- Ahnung und Gegenwart (1815, Tušení a přítomnost), částečně autobiografický román, v jehož textu je mnoho lyrických básní, které patří k vrcholům autorovy tvorby.[3]
- Das Marmorbild (1818, Mramorová socha), novela opět inspirovaná pověstí o Venušině hoře.
- Aus dem Leben eines Taugenichts (1826, Ze života darmošlapa), idylická novela líčící bezstarostné putování mladého muže toužícího po svobodě a štěstí.
- Dichter und ihre Gesellen (1834, Básníci a jejich druhové), román věnovaný především vztahu umění a skutečnosti.
- Das Schloß Dürande (1837, Zámek Dürande), pohádková novela.
- Die Entführung (1839, Únos), novela.
- Eine Meerfahrt (1841, Mořská plavba), novela.
- Die Glücksritter (1841, Rytíř štěstěny), novela.

### Divadelní hry
- Krieg den Philistern! (1824, Válku šosákům!), dramatická satira.
- Der letzte Held von Marienburg (1830, Poslední hrdina z Malborku), drama.
- Die Freier (1833, Nápadníci), drama.

### Poezie
- Gedichte (1837, Básně).
- Julian (1853), epická báseň.
- Robert und Guiscard (1855, Robert a Guiscard), epická báseň.
- Lucius (1855), epická báseň.

### Eseje a literární kritika
- Ueber die ethische und religiöse Bedeutung der neueren romantischen Poesie in Deutschland (1847, O etickém a náboženském významu novější romantické poezie v Německu), esej.
- Der deutsche Roman des 18. Jahrhunderts in seinem Verhältniss zum Christenthum (1851, Německý román 18. století v jeho vztahu ke křesťanství), esej.
- Geschichte der poetischen Literatur Deutschlands (1857, Dějiny německého básnictví).

### Překlady
- Die geistlichen Schauspiele Calderons (1846–1853), dva svazky, soubor dramat Pedra Calderóna de la Barca.

## Filmové adaptace
- Aus dem Leben eines Taugenichts (1955, Ze života darmošlapa), německý animovaný film.
- Aus dem Leben eines Taugenichts (1963), německý televizní film, režie Fritz Umgelter.
- Die Freier (1969, Nápadníci), německý televizní film, režie Peter Podehl.
- Aus dem Leben eines Taugenichts (1973), východoněmecký film, režie Celino Bleiweiß.
- Taugenichts (1978, Darmošlap), německý film, režie Bernhard Sinkel.

## Česká vydání
- Ze života darmochleba, Pražské noviny, Praha 1896, přeložil Josef Karásek.
- O milostné krásné paní: ze života dobrosrdečného pošetilce, Moravské nakladatelství B. Pištělák, Brno 1943, přeložila Božena Věrná.
- Modrá květina, Československá grafická Unie, Praha 1935, přeložil Alfons Breska, jde o antologií básní německých romantiků, ve které jsou také Eichendorffovy verše.
- Mramorová socha a jiné novely, Velehrad, Olomouc 1944 , přeložili Bohuslav Durych a Marie Durychová.
- Ze života darmošlapa, SNKLHU, Praha 1959, přeložil Otakar Šetka, verše do textu přeložil Jiří Pechar.
- Věčný poutník stesk, Mladá fronta, Praha 1966, výbor veršů, uspořádal a přeložil Ivan Slavík.
- Šálení podzimu, Odeon, Praha 1988, výbor z prozaického a lyrického díla, vybral a přeložil Jiří Munzar.
- Hornoslezské pohádky, Jan Večerek 2007, podle Eichendorffových pohádek napsal Jan Večerek

## Další informace
- Eichendorffův dub (Dąb Eichendorffa) - památný dub letní v rodných Lubovicích.
- Szlak Młodości Eichendorffa - turistická trasa v okrese Ratiboř v Polsku.